# Angelo Lefián
Angelo Lefián (n. Osorno, Región de Los Lagos, Chile, 22 de octubre de 1991) es un futbolista chileno. Juega en la posición de Mediocampista. que milita en Deportes Osorno de la Tercera División A de Chile.

## Trayectoria
Desarrolló la etapa de inferiores en Provincial Osorno. Subió al primer equipo el 2009, el 31 de mayo jugó su primer partido en el profesionalismo, el cotejo se debió al torneo de Primera B. Angelo fue titular y el resultado fue un empate 1-1 entre Los Toros y Deportes Puerto Montt.
En el año 2011 fue pretendido por Everton y Deportes Puerto Montt, pero ante ambos clubes se retractó en última instancia.
Con su equipo recientemente se tituló campeón de Tercera División A de Chile, del Fútbol Chileno, dando así la vuelta de "Los Toros" al profesionalismo, con una muy buena campaña del equipo, siendo Angelo Lefian pilar fundamental de tal histórica vuelta al Fútbol Profesional.
Actualmente es jugador de Deportes Provincial Osorno y es el capitán del equipo.

## Selección nacional
En las temporadas 2009-2010, participó en la Selección sub-20 de Chile con el fin de prepararse para el Sudamericano de Perú 2011, jugó un par de partidos pero finalmente no fue convocado para el torneo.

## Clubes
| Club                              | País  | Año           |
| --------------------------------- | ----- | ------------- |
| Provincial Osorno                 | Chile | 2009−2017     |
| Club Deportivo Bancario de Osorno | Chile | 2018          |
| Deportes Osorno                   | Chile | 2018−Presente |